# Titus Schade
Titus Schade (* 6. Mai 1984 in Leipzig) ist ein deutscher Maler.

## Leben
Titus Schade wurde 1984 in Leipzig als Sohn des Malers Rainer Schade und der Fotografin Sylvia Schade geboren. Nach seinem Abitur 2002 an der Thomasschule leistete er seinen Zivildienst und studierte anschließend ein Semester Architektur an der Hochschule Anhalt/Dessau, bevor er von 2004 bis 2009 Malerei an der Hochschule für Grafik und Buchkunst Leipzig studierte. Seine Lehrer waren u. a. Wolfram Ebersbach, Gudrun Petersdorff, Doris Ziegler und Neo Rauch. Von 2011 bis 2013 war Titus Schade u. a. mit Sebastian Burger, Stefan Guggisberg, David O’Kane und Kristina Schuldt Meisterschüler bei Neo Rauch. Schade lebt und arbeitet in Leipzig und wird international von Judy Lübke sowie dessen Galerie Eigen + Art vertreten.

## Einzelausstellungen (Auswahl)
- 2009: Titus Schade – Holzschnitte, Internationaler Projektraum für Druckgrafik, Hochschule für Grafik und Buchkunst Leipzig
- 2010: Inventur, Malerei, Titus Schade, Galerie Leuenroth, Frankfurt am Main
- 2011: Als die Uhren stillstanden, Galerie Leuenroth, Frankfurt am Main[4]
- 2013: Schwarzes Licht, Kunstraum Ortloff, Leipzig[5]
- 2015: Die Kalte Stadt – Radierungen Neun, Vlado & Maria Ondrej – Atelier für Radierung, Leipzig[6]
- 2017: Tetris, Galerie Eigen + Art, Berlin[7], New Positions, Förderkoje Art Cologne // Focus vom 29. April 2017, Nr. 18, S. 112 / Kultur
- 2018: Plateau, Museum der bildenden Künste Leipzig[8]
- 2019: Werstadt, Galerie der Stadt Backnang[9], Altstadt, Galerie Eigen + Art Leipzig[10]
- 2025, Februar und März: Der Kiosk – die Insel, Galerie Eigen + Art, Berlin[11]

## Kataloge und Bildbände
- Kito Nedo, Leonie Pfennig, Neo Rauch, Marc Ries: Titus Schade: Allnacht. Hatje Cantz Verlag, 2016, ISBN 978-3-7757-4148-4.[12]
- Plateau. E.A. Seemann Henschel, 2018, ISBN 978-3-86502-414-5.
- Titus Schade: Proto. Distanz, 2015, ISBN 978-3-95476-027-5.
- Neo Rauch, Titus Schade, Kristina Schuldt, Mirjam Völker: Grund, Druckgrafik, Meisterklasse Neo Rauch, Eigen + Art, MMKoehn Verlag, 2015, ISBN 978-3-944903-23-1.